# Valea Mare-Pravăț
Valea Mare-Pravăț là một xã thuộc hạt Argeș, România. Dân số thời điểm năm 2002 là 4265 người.